# Parafia św. Józefa Rzemieślnika i św. Faustyny Kowalskiej w Łubiance
Parafia pw. św. Józefa Rzemieślnika i św. Faustyny Kowalskiej w Łubiance – rzymskokatolicka parafia należąca do dekanatu Korycin, archidiecezji białostockiej, metropolii białostockiej. 

## Zasięg parafii
Do parafii należą wierni z następujących miejscowości: Łubianka, Brzozowe Błoto, Białousy, Kwasówka, Ostrynka, Podłubianka, Sitkowo i Soroczy Mostek.

## Historia
Parafię erygował w 1978 bp Edward Kisiel. Pierwszym proboszczem mianował ks. Kazimierza Karpienię. W latach 1981–1982 ks. Zygmunt Gniedziejko rozbudował kościół parafialny. Ks. Antoni Szczęsny, długoletni proboszcz parafii, przeszedł na emeryturę w 2019. Jego następcą został ks. kan. Jan Grecki. Od 2021 administratorem parafii jest ks. Andrzej Sadowski.  
Od 8 stycznia 2023 administratorem parafii jest ks. Jan Hołodok.  